# Mołczanówka
Mołczanówka – wieś na Ukrainie  w rejonie tarnopolskim należącym do obwodu tarnopolskiego.
W czasie okupacji niemieckiej mieszkające tutaj ukraińsko-polskie małżeństwo, Ołeksij i Anna (Hanna) Olejnykowie, ukrywało Żydów. W 2006 roku Instytut Jad Waszem uhonorował za to oboje pośmiertnie tytułami Sprawiedliwych wśród Narodów Świata.
Do 2020 w rejonie podwołoczyskim.